# サン・ペドロ空港
サン・ペドロ空港（英語: San Pedro Airport）は、ベリーズ最大の島である、アンバーグリス・キーにある町、サン・ペドロに存在する空港である。

## 就航航空会社
- マヤ航空（ベリーズシティ（BZE、TZA）、キー・カーカー（CUK）、キー・チャペル（CYC）、コロザル（CZH））
- トロピック航空（ベリーズシティ（BZE・TZA）、キー・カーカー（CUK）、コロザル（CZH）、en:Sarteneja（SJX））